# Coupe d'Angleterre de football 1979-1980
Navigation
Coupe d'Angleterre 1978-1979 Coupe d'Angleterre 1980-1981
La Coupe d'Angleterre de football 1979-1980 est la 99e édition de la Coupe d'Angleterre de football. Le club de deuxième division West Ham United remporte sa troisième Coupe d'Angleterre de football au détriment du tenant du titre Arsenal sur le score de 1-0 au cours d'une finale jouée dans l'enceinte du stade de Wembley à Londres.

## Quarts de finale
Les matchs sont joués le 8 mars 1980.
| Équipe 1          | Résultat | Équipe 2     |
| ----------------- | -------- | ------------ |
| Watford FC        | 1 - 2    | Arsenal FC   |
| Everton FC        | 2 - 1    | Ipswich Town |
| Tottenham Hotspur | 0 - 1    | Liverpool    |
| West Ham United   | 1 - 0    | Aston Villa  |

## Demi-finales
Les demi-finales se jouent le 12 avril 1980. 
| Équipe 1        | Résultat | Équipe 2   |
| --------------- | -------- | ---------- |
| Liverpool FC    | 0 - 0    | Arsenal FC |
| West Ham United | 1 - 1    | Everton FC |

Les équipes n'arrivent pas à se départager, les demi-finales sont rejouées le 16 avril.
| Équipe 1        | Résultat | Équipe 2   |
| --------------- | -------- | ---------- |
| Liverpool FC    | 1 - 1    | Arsenal FC |
| West Ham United | 2 - 1    | Everton FC |

Le club de deuxième division, West Ham United bat Everton après prolongation, le but de la victoire est inscrit par Frank Richard Lampard, le père de Frank Lampard.
Dans l'autre demi-finale, il n'y a toujours pas de vainqueur, Liverpool égalisant à la dernière minute du match, le match sera rejoué le 28 avril.
| Équipe 1     | Résultat | Équipe 2   |
| ------------ | -------- | ---------- |
| Liverpool FC | 1 - 1    | Arsenal FC |

Un troisième match d'appui est nécessaire, il se joue le 1er mai
| Équipe 1     | Résultat | Équipe 2   |
| ------------ | -------- | ---------- |
| Liverpool FC | 0 - 1    | Arsenal FC |

C'est Brian Talbot qui marque l'unique but de la partie, il aura fallu quatre matchs pour départager les Reds et les Gunners qui jouent leur troisième finale d'affilée.

## Finale
Arsenal, le tenant du titre, perd contre le club de deuxième division West Ham, les Gunners avec leurs quatre demi-finales contre Liverpool terminent la saison avec 70 matchs joués, dont 17 lors des 48 derniers jours.
| Finale de la Coupe d'Angleterre 1980 | West Ham United     | 1 – 0   | Arsenal FC | Wembley Stadium, Londres                          |                                                   |
| 10 mai 1980                          | Trevor Brooking 13e | (1 – 0) |            | Spectateurs : 100 000 Arbitrage : George Courtney | Spectateurs : 100 000 Arbitrage : George Courtney |
| 10 mai 1980                          | (Rapport)           |         |            | Spectateurs : 100 000 Arbitrage : George Courtney | Spectateurs : 100 000 Arbitrage : George Courtney |